# Montañas Scaife
Las Montañas Scaife ("Scaife Mountains", en inglés) (75°06′S 065°08′O / -75.100, -65.133) son un grupo de montañas que se elevan al oeste de la Península de Prehn, entre los glaciares de Ketchum y de Ueda, en la Tierra de Palmer, dentro de la base de la península antártica.
Fue descubierto por la Expedición de Investigación Antártica de Ronne bajo el mando de Finn Ronne, que nombró estas montañas en honor a Alan M. Scaife, de Pittsburgh, Pensilvania, un importante contribuidor de la expedición.

## Montañas
- El Monte Brundage (75°16′S 65°28′O / -75.267, -65.467) es una montaña situada a 12 millas náuticas (22 kilómetros) del oesudoeste del Monte Terwileger, en la zona sur de las Montañas Scaife. Fue descubierto por la Expedición de Investigación Antártica de Ronne que nombró el monte en honor a Burr Brundage, del Departamento de Estado de los Estados Unidos, quien coordinó los arreglos para realizar la expedición.[2]

- El Monte Terwileger (75°13′S 64°44′O / -75.217, -64.733) es una montaña situada en el lado norte del Glaciar Ueda, ubicada en el extremo sureste de las Montañas Scaife. Fue cartografiado por el Servicio Geológico de los Estados Unidos a partir de las expediciones y fotos aéreas realizadas por la Armada de los Estados Unidos entre 1961 y 1967. Fue nombrado en 1967 «Monte Terwileger» por el Comité Consultivo sobre Nomenclatura Antártica, en honor Stephen E. Terwileger, miembro del cuerpo hospitalario de la Base Amundsen-Scott.[3]